# Marcelo Arismendi
Marcelo Alejandro Arismendi Valenzuela (Frutillar, 15 de noviembre de 1977) es un actor, periodista y conductor de televisión chileno, conocido por ser notero del programa Caiga quien caiga.

## Biografía

### Televisión
En 2000 egresó como actor del Uniacc. Durante ese verano y hasta 2001, fue animador, panelista y reportero del programa juvenil Extra jóvenes de Chilevisión.
En 2002 fue parte del equipo de la versión chilena de CQC, hasta 2004, para integrarse al programa Pollo en Conserva de La Red.
Entre 2005 y 2009 se desempeñó como conductor de Wipeout, Hombre al Agua y panelista y movilero de Pasiones, ambos en TVN.
En 2009 fue productor ejecutivo y panelista del programa matinal del canal I-Net de Puerto Montt.
Entre 2010 y 2012, trabajó en Chilevisión en los programas 7 Días (conductor), Gente como tú y La mañana de Chilevisión. Entre 2016 y 2018 fue conductor del programa Espías del amor de Chilevisión, versión chilena de Catfish: Mentiras en la Red.
Entre 2018 y 2019 fue panelista del matinal Muy buenos días.
Actualmente (2020) es conductor y productor general del programa de Parcelas TV que se emite en Chilevisión y en TV+ desde 2021.

### Radio
Entre 2005 y 2006 fue conductor del matinal de Radio Bio Bío.

### Política
Durante 2012 se presentó como candidato a alcalde para la comuna de Frutillar, sacando el tercer lugar con un 14,01% de los votos.

### Cine
En 2016, participó de la película, Contra el demonio, dirigida por José Zúñiga.